# Выборы в Европейский парламент в Люксембурге (2019)
Выборы в Европейский парламент в Люксембурге прошли 26 мая 2019 года в рамках общеевропейских выборов. На них избирались 6 депутатов люксембургской делегации.

## Избирательная система
Европейские выборы в Люксембурге проходят по пропорциональной избирательной системы. Каждый избиратель мог проголосовать либо за партийный список, либо распределить 6 своих голосов среди кандидатов (до 2 голосов за одного кандидата). Расчёт проводится по методу Д’Ондта. Страна представлена единым избирательным округом.
Кроме граждан Люксембурга в выборах могли участвовать граждане Европейского союза, проживающие в Люксембурге. Голосование было обязательным для всех избирателей до 75 лет.

## Результаты
| Партия                              | Партия                                              | Голоса    | %     | Мест | +/–   |
| ----------------------------------- | --------------------------------------------------- | --------- | ----- | ---- | ----- |
|                                     | Демократическая партия                              | 268 910   | 21,44 | 2    | +1    |
|                                     | Христианско-социальная народная партия              | 264 665   | 21,10 | 2    | -1    |
|                                     | Зелёные                                             | 237 215   | 18,91 | 1    | ±0    |
|                                     | Люксембургская социалистическая рабочая партия      | 152 900   | 12,19 | 1    | ±0    |
|                                     |                                                     |           |       |      |       |
|                                     | Альтернативная демократическая реформистская партия | 125 988   | 10,04 | 0    | ±0    |
|                                     | Пиратская партия                                    | 96 579    | 7,7   | 0    | ±0    |
|                                     | Левые                                               | 60 648    | 4,83  | 0    | ±0    |
|                                     | Вольт Европа                                        | 26 483    | 2,11  | 0    | новая |
|                                     | Коммунистическая партия                             | 14 323    | 1,14  | 0    | 0     |
|                                     | Консерваторы                                        | 6 652     | 0,53  | 0    | новая |
| Всего                               | Всего                                               | 1 254 363 | 100   | 6    | 0     |
|                                     |                                                     |           |       |      |       |
| Действительные голоса               | Действительные голоса                               | 217 086   | 90.44 |      |       |
| Недействительные/пустые бюллетени   | Недействительные/пустые бюллетени                   | 22 958    | 9.56  |      |       |
| Всего голосов                       | Всего голосов                                       | 240 044   | 100   |      |       |
| Зарегистрированных избирателей/Явка | Зарегистрированных избирателей/Явка                 | 285 435   | 84,10 |      |       |
| Источник: Government of Luxembourg  |                                                     |           |       |      |       |